# Hashimoto Eihō

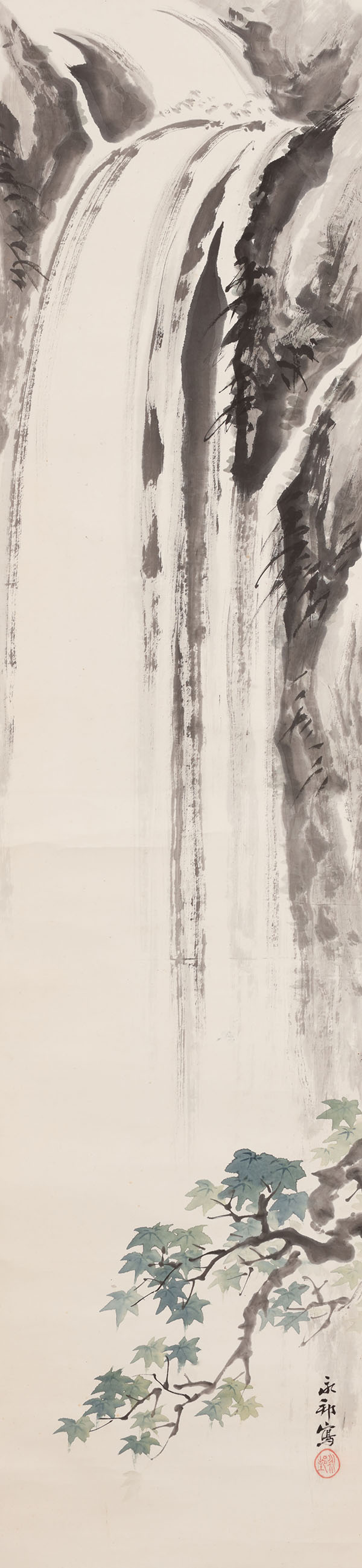
Wasserfall

Hashimoto Eihō (japanisch 橋本 永邦; geboren 20. September 1886 in Tokio; gestorben 5. Mai 1944) war ein japanischer Maler der Nihonga-Richtung.

## Leben und Werk
Hashimoto Eihō war der zweite Sohn des Malers Hashimoto Gahō. Er studierte Malerei bei seinem Vater und bei Shimomura Kanzan. 1907 stellte er auf der 1. „Bunten“ das Gemälde „Sho Bosatsu-mon Yuima-setsu“ (諸菩薩問維摩説) aus und erhielt einen 3. Preis. Auf der 3. „Bunten“ zeigte er „Uneme no nemuri“ (采女の眠) – „Schlaf der kaiserlichen Serviererin“, auf der 4. den göttlichen „Yakushi“ (薬師). Daneben stellte er auch auf der „Inten“ aus, deren Mitglied er 1921 wurde. 1931 war er auf der Ausstellung japanische Malerei 1931 in Berlin zu sehen.
Weitere Werke Hashimotos sind „Asa no rōkuruwa“ (朝の楼廓) – „Festung am Morgen“, das er 1924 auf der 11. „Inten“ zeigte, sowie das Bild „Yamauba“ (山姥) – „Berghexe“, das er auf der 13. zeigte. 1931 stellte er auf der 18. „Inten“ das Bild „Tagi-ikari“ (湍怒) – „Das Wasser tobt und rauscht“ aus. 1934 zeigte er auf der 21. „Inten“ „Seseragi“ (せせらぎ) – „Stromschnellen“, 1936 auf der 23. „Futari shizuka“ (二人静) – „Zwei Menschen, still“ und 1939 auf der 26. (邯鄲) „Handan“, die Stadt in China. „Samidare“「五月雨」– „Mairegen“, „Suikyō no natsu“ (水郷の夏) „Sommer im [schönen] Dorf am Wasser“.

## Bilder

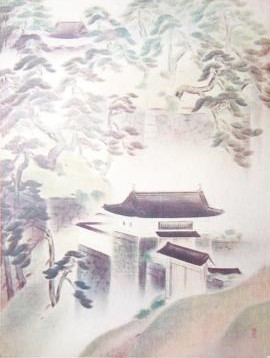
Festung am Morgen
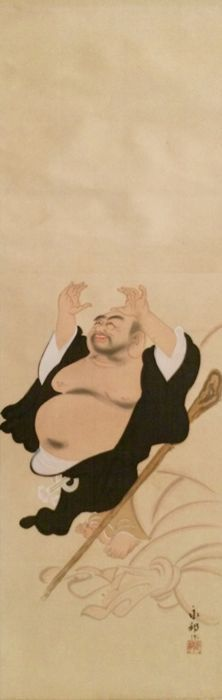
Buddha
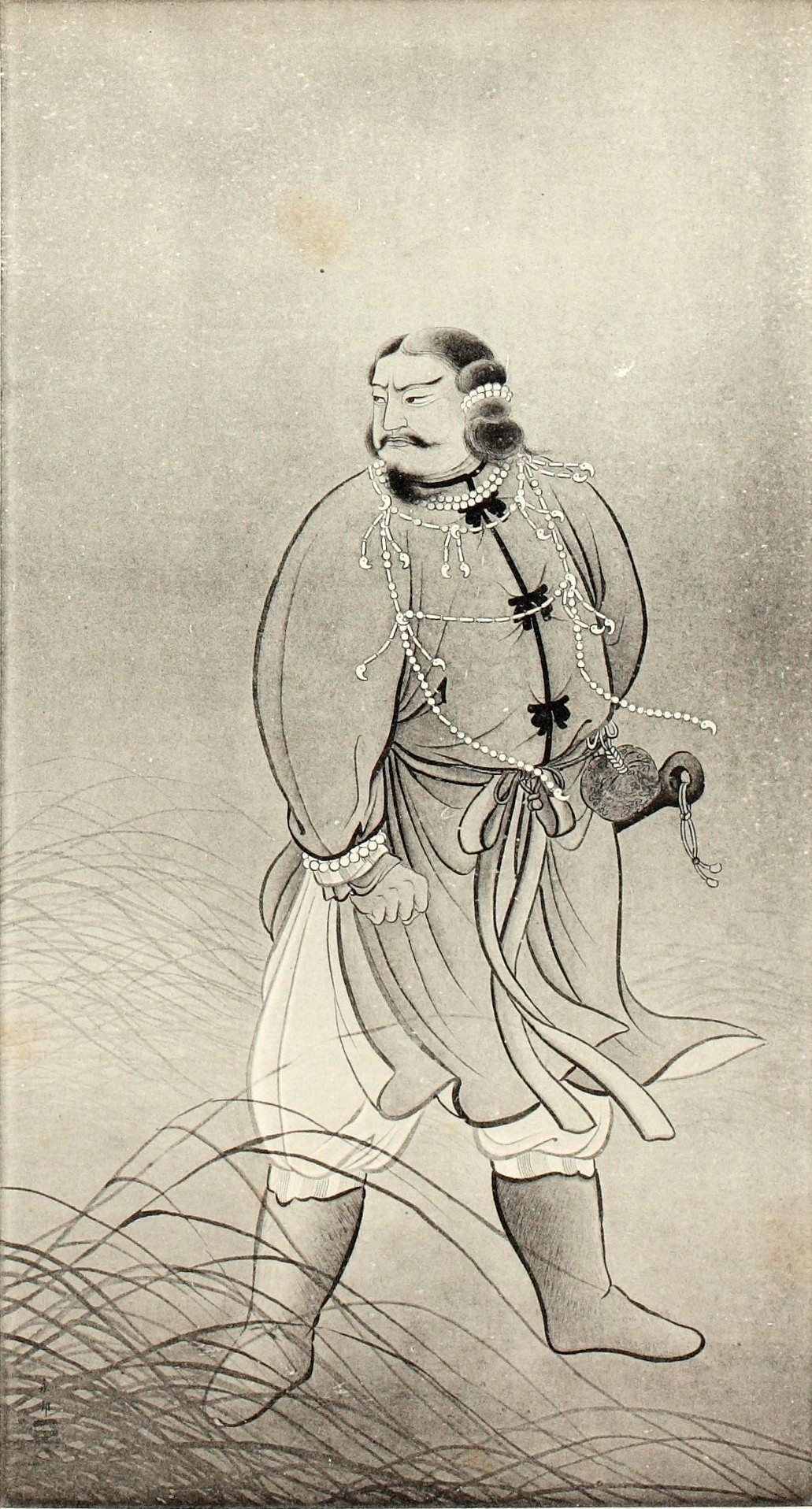
Prinz Yamatodake